# Zombilation – The Greatest Cuts
A Zombilation – The Greatest Cuts a Lordi finn heavy metal-együttes 2009-ben megjelent válogatásalbuma. Csak Németországban jelenik meg, a Drakkar gondozásában. A CD-re felkerült dalokat Mr. Lordi válogatta A lemez limitált kiadásához dupla CD és DVD jár.
A Drakkar és a Lordi között 2002 és 2008 között állt fenn szerződés, a Deadache című album már a Gun Records gondozásában jelent meg. A Deadache kiskönyvében a "közös köszönetek" részben az együttes megköszönte a Drakkar kiadónak az elmúlt hat évet.

## Számlista
1. Hard Rock Hallelujah
2. Bite It Like a Bulldog
3. Who’s Your Daddy?
4. Devil Is a Loser
5. Blood Red Sandman
6. Get Heavy
7. They Only Come Out at Night
8. My Heaven Is Your Hell
9. Beast Loose in Paradise
10. Deadache
11. Would You Love a Monsterman?
12. Bringing Back the Balls to Rock
13. Forsaken Fashion Dolls
14. Supermonstars (The Anthem of the Phantoms)
15. The Children of the Night
16. Rock to Hell Outta You
17. Pet the Destroyer
18. Monster Monster
19. It Snows in Hell